# Liza Marklundová
Liza Marklundová, rodným jménem Eva Elisabeth Marklund (* 9. září 1962 Pålmark u Pitey, Norrbotten) je švédská spisovatelka detektivních románů, novinářka a spolumajitelka třetího největšího švédského nakladatelství Piratförlaget. Sloupky také přispívá do plátku Expressen. Její novely, především pak o investigativní žurnalistce Annice Bengtzonové, byly přeloženy do třiceti jazyků a některé z nich zfilmovány.
V roce 2004 byla jmenována velvyslankyní Dětského fondu Organizace spojených národů. Spolu s manželem žije dlouhodobě ve Španělsku.

## Literární tvorba
Literární debut zaznamenala v roce 1995 románem Gömda – en sann historia, jímž zahájila sérii o Marii Erikssonové. Následně se detektivní romány o Annice Bengtzonové staly mezinárodními bestsellery. V roce 1998 obdržela cenu Polonipriset za nejlepší kriminální knihu od autorky a také Debutantpriset, ocenění udělované za nejlepší prvotinu roku, když byl oceněn její román Sprängaren (1998). V roce 1999 ji Švédský odborový svaz SKTF vyhlásil spisovatelem roku. Seznam ICA-kuriren vydávaný švédským velkoobchodním řetězcem ji v roce 2003 zařadil na 15. místo, a o rok později na 4. příčku, nejpopulárnějších Švédek. Roku 2007 pak získala Švédskou literární cenu organizovanou rozhlasovou stanicí RixFM.
Její knihy se staly nejprodávanějšími bestsellery ve všech pěti severských zemích. V letech 2002 a 2003 zařadil internetový časopis Publishing Trends dva z jejích románů do žebříčku mezinárodních bestsellerů, když se kniha Prime Time umístila na třináctém a The Red Wolf na dvanáctém místě. Ve Skandinávii a Německu pak její díla napsané v žánru Literatura faktu vzbudily vášnivé diskuse.
Kriminální thriller The Postcard Killers (česky Pohlednice smrti, 2012), vytvořený ve spolupráci s americkým autorem Jamesem Pattersonem, se stal její dvanáctou knihou. Ve Švédsku vyšel 27. ledna 2010 a v únoru téhož roku vedl žebříček nejprodávanějších knižních titulů. Ve Spojených státech byl vydán 16. srpna 2010. Na konci téhož měsíce pak vystoupal do čela seznamu nejprodávanějších knih sestavovaného deníkem The New York Times, čímž se Marklundová stala druhým švédským spisovatelem vůbec – po Stiegu Larssonovi a jeho trilogii Millennium –, který figuroval na 1. místě tohoto amerického žebříčku prodejnosti.

### Série o Marii Erikssonové
Literárním debutem se v roce 1995 stala kniha Gömda, která představuje první část série o Marii Erikssonové. Námět pojednávající o ženě zneužívané svým přítelem a donucené se skrývat, vychází ze skutečnosti.
Švédská novinářka Monica Antonssonová vydala v roce 2008 knihu, v níž kritizovala faktografický podklad tohoto románu, což vyvolalo veřejnou debatu. Jejím důsledkem byla reklasifikace díla ve švédských veřejných knihovnách z původního zařazení v literatuře faktu do beletrie.

#### Romány
- Gömda – en sann historia (1995)
- Asyl – den sanna fortsättningen på Gömda (2004)

### Série o Annice Bengtzonové

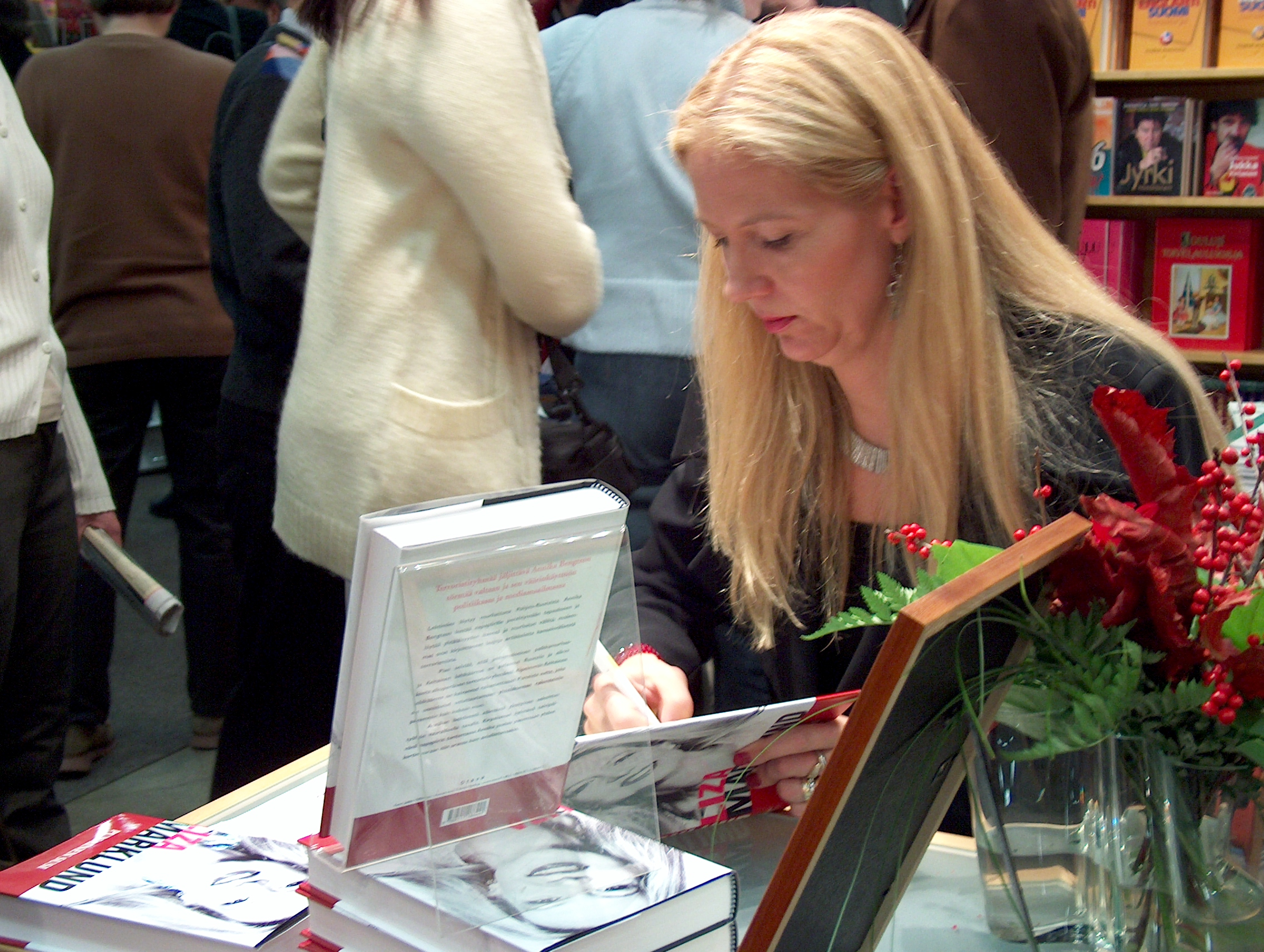
Švédská spisovatelka Liz Marklund během autogramiády (2003)

K roku 2013 obsahovala série knih o Annice Bengtzonové osm částí. Hlavní hrdinkou je hekticky žijící investigativní žurnalistka Annika Bengtzonová, ambiciózní workoholička pracující pro stockholmské noviny Kvällspressen. Mimo profesního života je matkou syna a dcery, které vychovává v postupně rozpadajícím se manželství se zaměstnancem ministerstva spravedlnosti Thomasem.
Annika Bengtzonová se podílí v rámci svých možností na objasňování zločinů, především vražd. Součástí děje je často politický podtext, odkazující na korupci a politické skandály, nebo genderové záležitosti. Časopis Resumé v roce 2008 zařadil Marklundovou na 22. místo v seznamu nejvlivnějších mediálních osobností Švédska.

#### Romány
- Sprängaren (1998; česky Exploze, 2013)
- Studio sex (1999; česky Studio sex, 2003)
- Paradiset (2000; česky Svědek, 2004)
- Prime Time (2002)
- Den Röda Vargen (2003; česky "Rudý vlk", 2015)
- Nobels testamente (2006)
- Livstid (2007)
- En plats i solen (2008)
- Du gamla, du fria (2011)

#### Posloupnost

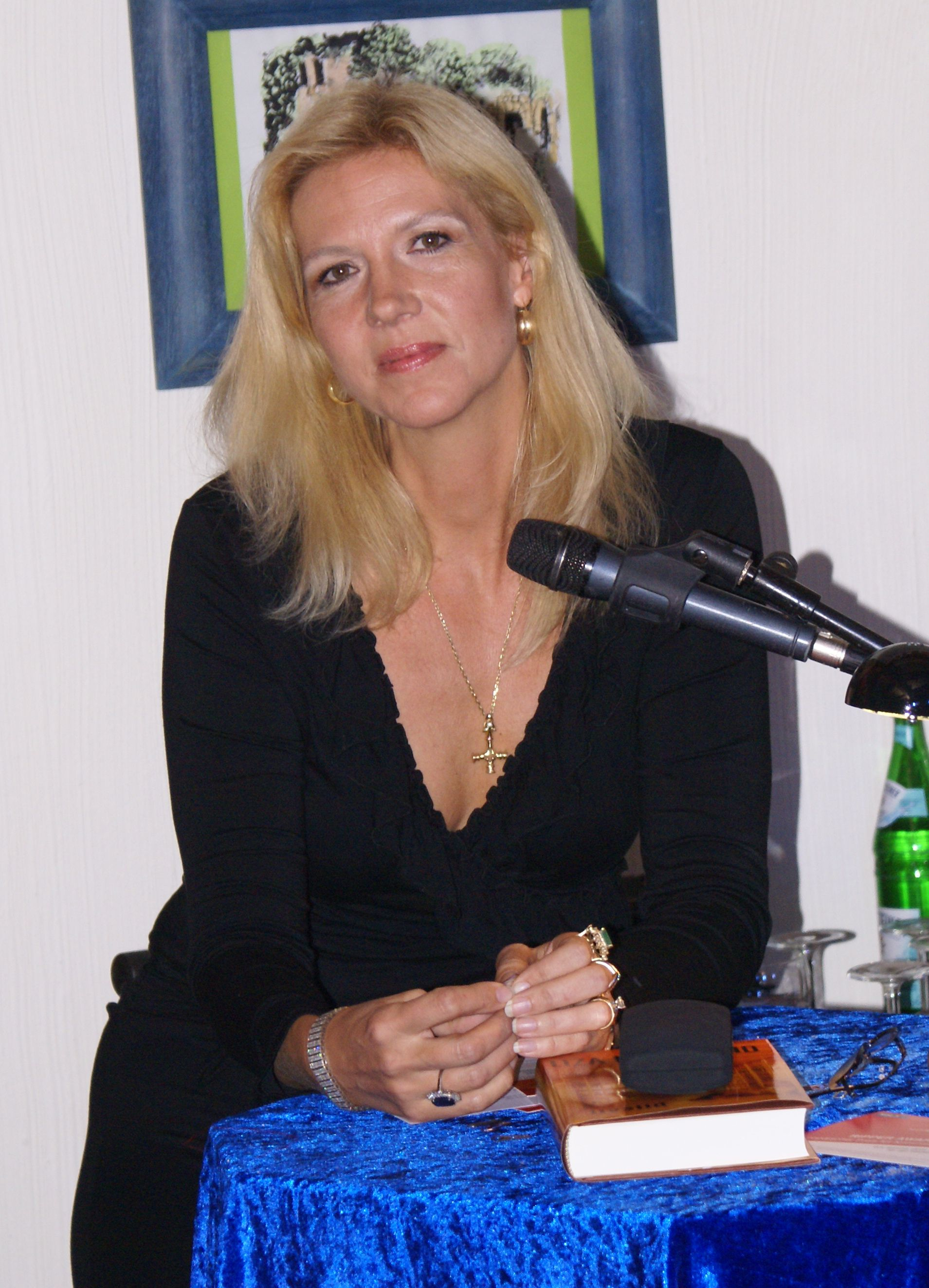
Liz Marklund (2008)

Díly série nebyly napsané, respektive vydané, v chronologické posloupnosti, v jaké se jednotlivé události odehrávají. Chronologickou následnost uvádí seznam:
1. Studio Sex (1999) – odehrává se osm let před událostmi v dílu Sprängaren
2. Paradiset (2000) – přímý sequel dílu Studio Sex
3. Prime time (2002) – události se odehrávají mezi díly Paradiset a Sprängaren
4. Sprängaren (1998)
5. Den röda vargen (2003) – nezávislý příběh vydělený ze závěru dílu Sprängaren
6. Nobels testamente (2006) – události se odehrávají několik měsíců po ději dílu Den röda vargen
7. Livstid (2007) – přímý sequel dílu Nobels testamente
8. En plats i solen (2008) – přímý sequel dílu Livstid
9. Du gamla, du fria (2011) – události se odehrávají tři roky po ději dílu Livstid

Tři romány Nobels testamente, Livstid a En plats i solen lze v rámci série považovat za trilogii.

#### Filmy
Dva filmy založené na sérii o Annice Bengtzonové, a to The Bomber (kniha Sprängaren) a Paradise, natočil ve švédštině anglický režisér Colin Nutley. Titulní postavu Bengtzonové ztvárnila herečka Helena Bergströmová. Premiéra prvního snímku se odehrála v roce 2001 a druhého roku 2003.
V roce 2009 koupila produkční společnost Yellow Bird práva na filmovou adaptaci šesti románů o Annice Bengtzonové: Studio 69, Prime Time, The Red Wolf, Nobel's Last Will, Lifetime a A Place in the Sun. Yellow Bird je součástí evropské produkční a distribuční skupiny Zodiak Ent, která již dříve produkovala filmy o trilogii Millennium podle námětu Stiega Larssona. Celkový rozpočet šestidílné série o novinářce Bengtzonové se pohyboval ve výši 100 miliónů švédských korun. Do hlavní role byla obsazena švédská herečka Malin Crépinová.
Filmy (série)
| rok  | český název                                     | název knihy       | režie                    | vydání na DVD     |
| ---- | ----------------------------------------------- | ----------------- | ------------------------ | ----------------- |
| 2012 | Případy Anikky Bengtzonové – Nobels testamente  | Nobels testamente | Peter Flinth             | 20. června 2012   |
| 2012 | Případy Anikky Bengtzonové – Prime Time         | Prime Time        | Agneta Fagerström-Olsson | 4. července 2012  |
| 2012 | Případy Anikky Bengtzonové – Studio Sex         | Studio Sex        | Agneta Fagerström-Olsson | 18. července 2012 |
| 2012 | Případy Anikky Bengtzonové – The Red Wolf       | Den röda vargen   | Agneta Fagerström-Olsson | 1. srpna 2012     |
| 2012 | Případy Anikky Bengtzonové – Lifetime           | Livstid           | Ulf Kvensler             | 15. srpna 2012    |
| 2012 | Případy Anikky Bengtzonové – A Place in the Sun | En plats i solen  | Peter Flinth             | 29. srpna 2012    |

### Další dílo
- Härifrån till jämställdheten (spoluautorka Lotta Snickareová, 1998)
- Det finns en särskild plats i helvetet för kvinnor som inte hjälper varandra (spoluautorka Lotta Snickareová, 2005)
- The Postcard Killers (spoluautor James Patterson, 2010; česky Pohlednice smrti, 2012)